# Championship Manager 97/98
Championship Manager 97/98 (la versione italiana è intitolata Scudetto 97/98) è un videogioco di calcio di tipo manageriale. L'edizione 1997/1998 è stata pubblicata in occasione del 5º anniversario della serie Championship Manager.

## Campionati giocabili
In questo gioco ci fu un grande passo in avanti come campionati, infatti i campionati giocabili sono:
- Belgio
- Inghilterra
- Francia
- Germania
- Paesi Bassi
- Italia
- Portogallo
- Scozia
- Spagna